# Hydrocorella africana
Hydrocorella africana är en nässeldjursart som beskrevs av Eberhard Stechow 1921. Hydrocorella africana ingår i släktet Hydrocorella och familjen Hydractiniidae. Inga underarter finns listade i Catalogue of Life.